# John Steinbeck
John Ernst Steinbeck (/ˈstaɪnˌbək/; n. 27 februarie 1902, Salinas, California, SUA – d. 20 decembrie 1968, New York City, New York, SUA) a fost scriitor american, laureat al Premiului Nobel pentru literatură în 1962. 
El este cunoscut pe scară largă pentru romanul care a câștigat Premiul Pulitzer Fructele mâniei (1939), romanele La răsărit de Eden (1952) și Șoareci și oameni (1937). A fost autorul a douăzeci și șapte de cărți, acestea incluzând șaisprezece romane, șase cărți non-ficțiune și cinci colecții de povestiri; Steinbeck fiind recompensat cu Premiul Nobel pentru Literatură în 1962.

## Motivația Juriului Nobel
"Pentru scrierile  sale realiste și imaginative, îmbinând un umor afectuos cu o observație socială ascuțită"

## Biografie
Născut la Salinas, în comitatul Monterey, California, John Steinbeck a fost fiul unuia dintre pionierii regiunii și al unei învățătoare. Școala elementară și liceul le-a urmat în orășelul natal, după care s-a înscris la Universitatea din Stanford ca student special, deoarece trebuia să-și finanțeze singur studiile. Din acest motiv și-a întrerupt adesea cursurile, făcând diferite munci ocazionale ca lucrător de fermă, culegător de fructe, zugrav, muncitor constructor și altele. După patru ani, fără să-și termine studiile, a părăsit Universitatea, în frecventarea căreia a arătat o pasiune deosebită pentru biologie și mai ales pentru biologie marină.
Din Stanford a plecat la New York, unde a încercat să trăiască din scris ca gazetar. Nereușind, s-a întors în California unde a lucrat ca laborant chimist, zidar și muncitor agricol, pribegind din loc în loc.

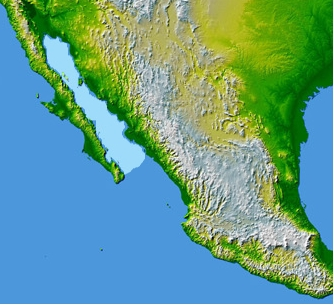
Golful Californiei

Un timp a trăit pe o ambarcațiune proprie, câștigându-și existența din pescuit. Locuind în Pacific Grove cunoaște pe conducătorul unui laborator de biologie, Ed Ricketts, care devine un prieten apropiat și sfătuitor al lui Steinbeck. Împreună ei au publicat în 1941 o carte: Sea of Cortez (Marea lui Cortez), în care romancierul și-a expus în mod sistematic opiniile asupra literaturii și asupra destinului uman, văzute dintr-o perspectivă biologistă, organicistă.
Primul roman al lui Steinbeck, Cup of Gold (Cupa de aur), fusese publicat în 1929, fiind o povestire romantică de aventuri care, ca și următoarele două cărți (Pastures of Heaven, Pășunile Raiului, culegere de nuvele publicată în 1932, și To a God Unknown, Unui Dumnezeu necunoscut, 1933), nu s-a bucurat de succes sau de atenția criticii. De remarcat totuși, că în Pășunile Raiului, scriitorul se oprește asupra obiceiurilor și miturilor regiunii în care a trăit și a peregrinat, ceea ce a constituit apoi filonul întregii sale epici. Cu noua sa carte, Tortilla Flat (Cartierul Tortilla), din 1935, istorisire a aventurilor unei fictive comunități de vagabonzi excentrici din Monterey, Steinbeck devine un nume cunoscut în literatura americană. Scrisul romancierului se maturizează în anii marii depresii, oamenii mărunți și muncitorii agricoli migratori devenind eroii principali al cărților sale. Viața umililor paisanos din Monterey sau a fermierilor săraci din Salinas Valley sau Oklahoma este descrisă cu cald umor și culoare regionalistă, tehnica realistă a narațiunii alunecând uneori într-un naturalism brutal, în care protestul social este atenuat de frecvente implicații mistice.
După Tortilla Flat, Steinbeck a publicat o succesiune de cărți, bucurându-se de o mare popularitate în rândul cititorilor: In Dubious Battle (Bătălie îndoielnică) în 1936, Of Mice and Men (Oameni și șoareci) în 1937, care va fi și dramatizată, și The Grapes of Wrath (Fructele mâniei), în 1939, cel mai bun roman al scriitorului, inspirat de o călătorie întreprinsă împreună cu un grup de okies (familii de fermieri săraci din Oklahoma, izgoniți de pe pământurile lor) în migrația lor spre vest, în căutare de lucru pe meleagurile fertile ale Californiei. Cartea va fi distinsă cu Premiul Pulitzer și va avea un ecou larg în opinia publică din SUA.
În timpul celui de-al doilea război mondial, Steinbeck a fost corespondent special în Europa al forțelor aeriene americane și al ziarului New York Herald Tribune.
După război a continuat să publice romane și scrieri cu caracter documentar sau de reportaj, încercând să repete succesul Fructelor mâniei, dar fără să reușească. Cu romanele: East of Eden (La răsărit de Eden), 1952, și apoi The Winter of Our Discontent (Iarna vrajbei noastre), 1961, o critică ascuțită a declinantelor valori ale societății americane, Steinbeck a câștigat o mai largă apreciere din partea cititorilor și a criticii.
În anul 1962, i-a fost decernat Premiul Nobel pentru literatură. Romancierul a murit în decembrie 1968.

## Opere

### Romane
- Cupa de aur (Cup of Gold) (1929)
- Pășunile Raiului (The Pastures of Heaven) (1932)
- Poneiul roșu (The Red Pony) (1933)
- Unui Dumnezeu necunoscut (To a God Unknown) (1933)
- Cartierul Tortilla (Tortilla Flat) (1935)
- Bătălia (sauNehotărâții sorți ai bătăliei) (In Dubious Battle) (1936)
- Șoareci și oameni (Of Mice and Men) (1937)
- Fructele mâniei (The Grapes of Wrath) (1939)
- Marea lui Cortez (Sea of Cortez) (1941)
- Strada Sardinelor (Cannery Row) (1945)
- Perla (The Pearl) (1947)
- Autobuzul capricios (The Wayward Bus) (1947)
- Log from the Sea of Cortez  (1951)
- La răsărit de Eden (East of Eden) (1952)
- Joia dulce (Sweet Thursday) (1954)
- Scurta domnie a lui Pepin al IV-lea (The Short Reign of Pippin IV) (1957)
- Once There Was A War (1958)
- Iarna vrajbei noastre (The Winter of Our Discontent) (1961
- Eu și Charley descoperim America (Travels with Charley in Search of America) (1962)
- America and Americans (1966)
- Journal of a Novel: The East of Eden Letters (Jurnalul unui roman, scrisori despre "La răsărit de Eden") (1969)
- Viva Zapata! the Original Screenplay (1975)
- The Acts of King Arthur and His Noble Knights (1976)
- Working Days: The Journals of the Grapes of Wrath 1938–1941 (1989)

### Scenarii de film
- 1941 - The Forgotten Village (film documentar)
- 1943 - Barca de salvare (Lifeboat), regia: Alfred Hitchcock
- 1947 - Perla (The Pearl), regia: Emilio Fernández
- 1949 - Poneiul roșu (The Red Pony), regia: Lewis Milestone
- 1952 - Viva Zapata!, regia: Elia Kazan
- 1952 - Casă plină (O’Henry’s Full House), regia Henry Koster, Henry Hathaway, Jean Negulesco, Howard Hawks și Henry King

### Traduceri în limba română
- Bătălia (Dubious Battle - Nehotărâții sorți ai bătăliei), ESPLA 1958
- Scurta domnie a lui Pepin al IV-lea, Editura Curtea Veche, 2004, ISBN 973-669-035-0
- Fructele mâniei, Editura RAO, 2004, ISBN 973-576-764-3
- La răsărit de Eden, Editura Minerva, BPT, nr. 748-749, 1973; Editura Polirom, 2005, ISBN 973-681-829-2
- Șoareci și oameni, Editura RAO, 2005, ISBN 973-576-765-1
- Cartierul Tortilla, Editura RAO, 2006, ISBN 978-973-103-069-2
- Pășunile Raiului, Editura RAO, 2006, ISBN 978-973-576-931-4
- Nopți fără lună, Editura RAO, 2007, ISBN 978-973-103-291-7
- Perla, Editura RAO, 2009, ISBN 973-103-960-2
- Iarna vrajbei noastre, Editura Polirom, 2010, ISBN 973-681-583-8
- Eu și Charley descoperim America, Editura Tineretului, 1967, 230 pagini, identică cu:
- Călătorii cu Charley, Editura RAO, 2010, ISBN 978-606-825-152-3
- Joia dulce, Editura RAO, 2010, ISBN 978-606-825-153-0
- Jurnal rusesc, Editura RAO, 2010, ISBN 978-973-54-0192-4
- Strada sardinelor, Editura Polirom, 2010, ISBN 978-973-46-1801-9
- Către un zeu necunoscut, Editura Polirom, 2011, ISBN 978-973-46-1934-4
- Nehotărâții sorți ai bătăliei, Editura Polirom, 2012, ISBN 978-973-46-2585-7